# Yashio
Yashio (八潮市 Yashio-shi?) es una ciudad en la prefectura de Saitama, Japón, localizada en el centro-este de la isla de Honshū, en la región de Kantō. El 1 de marzo de 2021 tenía una población estimada de 93 283 habitantes y una densidad de población de 5177 personas por km².

## Geografía
Yashio está localizada en el extremo sureste de la prefectura de Saitama, en el tramo central del río Naka, aproximadamente a 20 kilómetros del centro de Tokio. Limita con las ciudades de Sōka y Misato en Saitama y con los barrios de Adachi y Katsushika en la metrópolis de Tokio.

## Historia
El área de Yoshikawa moderna era territorio dentro de la provincia de Shimōsa durante el shogunato Tokugawa del período Edo. La villa de Yashio fue creada dentro del distrito de Minamisaitama, con la fusión de las villas de Shiodome, Hachijō y Yahata el 28 de septiembre de 1956. Fue elevado al estatus de pueblo el 1 de octubre de 1964 y ciudad el 15 de enero de 1972.

## Demografía
Según los datos del censo japonés, la población de Yashio ha crecido fuertemente en los últimos 50 años.
| Gráfica de evolución demográfica de Yashio entre 1960 y 2015 |
|                                                              |
| Oficina de Estadística de Japón                              |